# 사이버보안 및 인프라 보안국
사이버보안 및 인프라 보안국(영어: Cybersecurity and Infrastructure Security Agency, CISA)는 미국 국토안보부 산하기관으로, 미국에 대한 해킹을 방어하는 곳이다. 예전에는 NPPD라고 불렀다.

## 역사
2007년 National Protection and Programs Directorate (NPPD)를 국토안보부에 설립했다. 2018년 도널드 트럼프 대통령은 사이버보안 및 인프라 보안국 법률에 의거해서 CISA를 국토안보부에 설립했다. 기존의 NPPD에 권한을 더 추가해서 CISA를 만들었다.
영국 NCSC는 1천명 규모인데, 영국에 대한 해킹을 방어하는 곳이다. 한국 NCSC의 규모는 알려지지 않았는데, 역시 한국에 대한 해킹을 방어하는 곳이다. 미국은 CISA가 방어한다. 3천명이 넘는 규모이며, 영국에 비해 예산은 2배가 못된다.